# Булгар Джамаат
Булгар Джамаат (на арабски: بولغار جماعت, „българска общност“) е ислямска фундаменталистка и терористична групировка, базирана в Татарстан, Русия. Групировката е наречена на Волжка България, средновековна ислямска държава в Поволжието, и в редиците си включва етнически татари-мюсюлмани от Татарстан, Башкортостан и съседни на тях републики.
От създаването си Булгар Джамаат обявява джихад на Русия и към 2014 година е част от Джабхат ан-Нусра, сирийското разклонение на ал-Каида сражаващо се срещу правителството на Башар Асад в сирийската гражданска война. Бойци на Булгар Джамаат са се сражавали заедно с талибаните в Афганистан и Пакистан, но впоследствие се прехвърлят в Сирия. В Афганистан продължава да е активна Уйгур-Булгар Джамаат, която може да е същата групировка. В Русия, тя е считана за част от т.нар. Кавказки Емират, коалиция от фундаменталистки групировки, в чиито клетки членуват и молдовци и българи.
Един от най-известните ѝ членове е Салман Булгарский, или Салман ал-Булгари, който се е сражавал в Афганистан на страната на талибаните, организирал нападение срещу газопровод в Татарстан, и през 2011 се сражава в Сирия. През 2000 година е затворен в Гуантанамо, но по-късно е екстрадиран в Русия и освободен след престой в затвора там. Заради българското си самосъзнание, през 2013 той бива обявен от Вашингтонския институт за близкоизточна политика за първия български муджахидин, убит в сирийската гражданска война. Истинското му име е Айрат Вахитов.
Към 2013 основният състав на Булгар Джамаат включва 120 бойци. В Сирия те са част от общност от 250 екстремисти от Русия, включително джамаат на кримските татари.